# Bitwa pod Wilhelmstahl
Bitwa pod Wilhelmsthal – starcie zbrojne, które miało miejsce 24 czerwca 1762 roku, podczas wojny siedmioletniej.

## Wstęp
Rok 1762 mógł przynieść kompletną zmianę toku wojny siedmioletniej. Nowy brytyjski rząd earla Bute nie podzielał entuzjazmu Pitta dla działań w Niemczech. Polityka wspierania Prus mogła być przeorientowana, zaś prawdopodobnym stawało się zawarcie pokoju brytyjsko-francuskiego.
Prusy bardzo już odczuwały tymczasem ciężar walk przeciwko skierowanemu przeciw sobie sojuszowi. Z powodu strat wojennych, stan pruskiej armii zmniejszył się do 70 000 ludzi. Tymczasem 5 stycznia 1762 roku zmarła caryca Elżbieta – największy, zaprzysiężony wróg Fryderyka II. Nowy car postanowił zawrzeć pokój z Prusami.
Dla Ferdynanda, Arcyksięcia Brunszwiku, sojuszniczego dowódcy w północno-zachodnich Niemczech dużą niewiadomą była przyszłość brytyjskiej części jego sił. Wzmocnienia dla jego brytyjskich regimentów napływały powoli z Anglii. Jego brytyjscy generałowie ociągali się z przybyciem z Londynu po zimie. Jednak Ferdynand był określany zdeterminowany wyruszyć w pole pierwszy, przed przeciwnikiem i miał zamiar przejąć inicjatywę dysponując najsilniejszą armią jaką do tej pory dowodził. 21 czerwca wysłane przez niego siły pod dowództwem Lückner zajęły twierdzę Sababurg.
Francuscy dowódcy: Soubise i D’Estrées ruszyli naprzód zajmując obszar wokół miast Grebenstein, Burguffeln, Meimbressen i Wilhelmsthal. Generał-porucznik markiz de Castries rozłożył się na wysuniętej pozycji na wzgórzu koło Carlsdorf. Stainville z dużymi siłami znalazł się na wysoczyźnie pod Westuffeln.
Ferdynand postanowił atakować francuską armię wraz z ruchem okrążającym rozpoczętym po przekroczeniu rzeki Diemel. Hanowerski generał Spörcken po przekroczeniu rzeki miał zaatakować siły generała Castries. Lückner miał wziąć siły lekkie, obejść francuską prawą flankę i zaatakować wroga od tyłu. Główne uderzenie miało spaść na siły Stainville'a. Generałowi Grandby przypadła rola obejścia francuskiej lewej flanki i ataku na francuskie tyły.

## Bitwa
Nocą 23 czerwca sojusznicze kolumny przekroczyły Diemel i ruszyły naprzód do ataku. W pierwszym starciu bitwy, hanowerska piechota i kawaleria Spörckena uderzyła na pozycje Castries'a. Francuska artyleria otworzyła ogień alarmując resztę francuskiej armii o sojuszniczym ataku. Pomimo zaskoczenia Castries kontratakował i zdołał odskoczyć ze swymi siłami ku głównym siłom armii. Lückner rozwijał swój atak na prawo od Spörckena. Było trochę zamieszania kiedy przez pomyłkę regimenty z dwóch jego kolumn otworzyły ogień do siebie nawzajem. Nie udało też mu się wykonać podstawowego zadania jakim było obejście sił przeciwnika i wyjście na jego tyły.
Główne uderzenie spadło na siły Stainville'a. Stały one na szczycie wzgórza i składały się z dobrych regimentów, pewnych, iż odeprą każdy atak. Jednakże pierwszy atak wykonała kolumna Granby'ego atakując przeciwnika od tyłu. Korpus Stainville'a zrobił "w tył zwrot" i stawił silny opór zmuszając brytyjskich i hanowerskich żołnierzy do odwrotu w dół wzgórza. Wkrótce jednak przybyły główne siły Ferdynanda i zaatakowały Francuzów z drugiej strony. Atakowane od czoła i z tyłu regimenty Stainville'a załamały się. Regiment Grenadiers de France i regiment Królewski poddały się przeciwnikowi. Stainville wywalczył sobie drogę odwrotu dla resztek jego sił, które składały się tylko z dwóch batalionów, i Francuzi odeszli daleko w kierunku Kassel i rzeki Fuldy.
Francuska armia kontynuowała odwrót przekraczając Fuldę. Jej plany ofensywne zostały skutecznie pokrzyżowane.